# Ebbot Lundberg

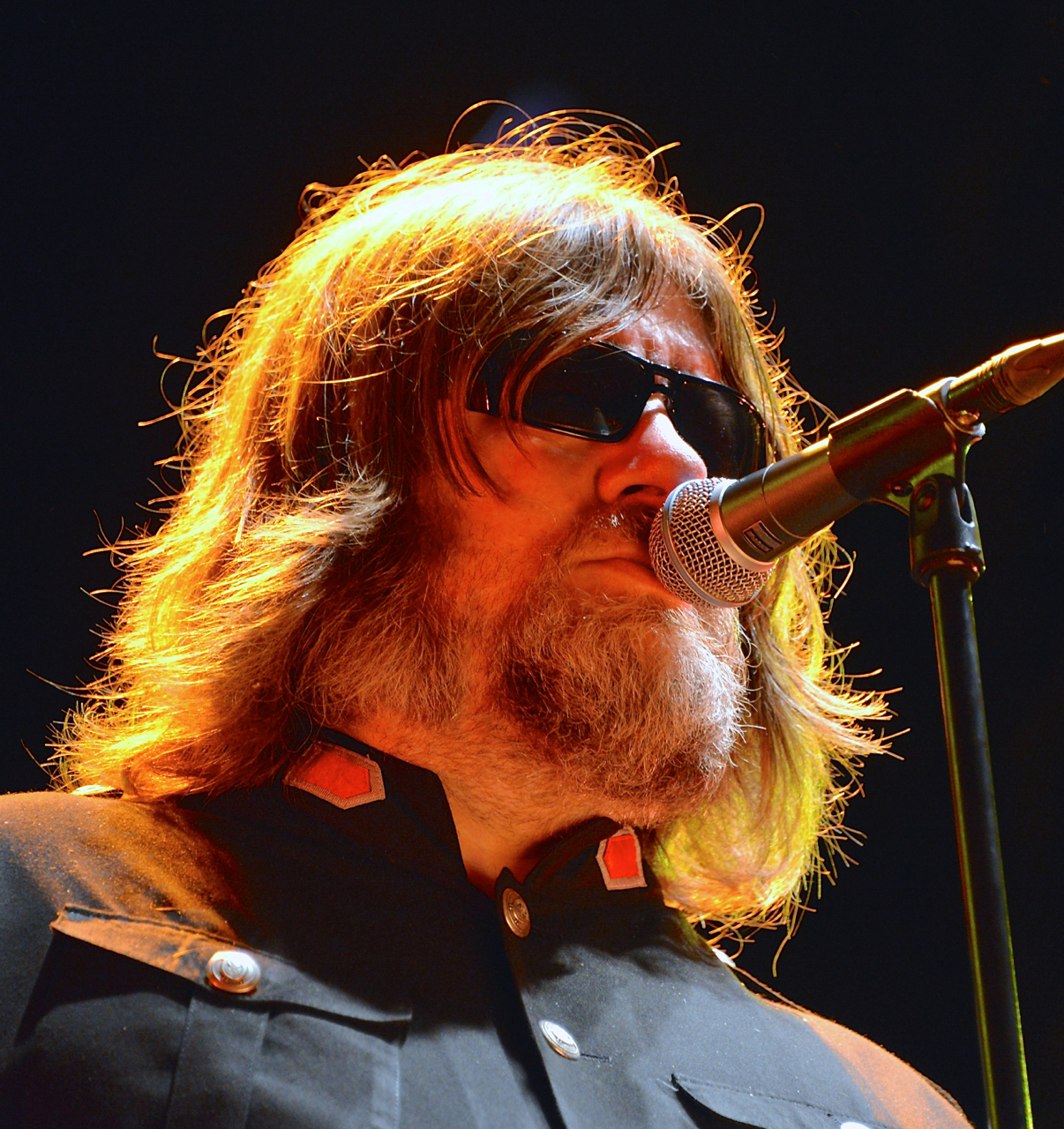
Ebbot Lundberg på scen under Stockholms Kulturfestival 2013.

Torbjörn "Ebbot" Lundberg, född 26 februari 1966 i Västerås, är en svensk artist, låtskrivare och musikproducent. Han var sångare och frontfigur i den internationellt framgångsrika gruppen The Soundtrack of Our Lives och dessförinnan i Union Carbide Productions.

## Karriär
Lundberg började som sjuåring skriva Evert Taube-aktiga nidvisevalser vid sin elorgel, för att senare i livet sjunga och spela bas i svensk-norska punkbandet "Sure Tråkings Trio" (1981–1983) tillsammans med Patrik Caganis och Sondre Kvevik. Han var senare medlem och ledstjärna i rockbandet Union Carbide Productions tillsammans med bland andra Henrik Rylander, Björn Olsson och Patrik Caganis mellan 1986 och 1993. Mellan 1994 och 2012 var han sångare och frontman i Soundtrack of Our Lives. Numera är han soloartist samt också med i bandet The New Alchemy tillsammans med Per Svensson, Henrik Venant, Mats Gustafsson, Clay Ketter och sitarspelaren Rasmus Alkestrand, vars album släpptes 2013.
13 juni 2012 släpptes Ebbot Lundbergs soloalbum There's only one of us here. Albumet består av ett enda, 43 minuter långt, ljudspår indelat i sju sekvenser med normalton 432 Hz och var ursprungligen skapat 2011 för konstprojektet (In)Visible Dialogues av konstnären Per Hüttner och professor Elias Arnér. Sedan kom på samma bolag "The Homo Erectus EP" som innehåller tre nyskrivna låtar.
3 augusti 2012 debuterade han som sommarpratare i Sommar i P1. Ebbot Lundberg medverkade i 2013 års upplaga av TV4:s Så mycket bättre. 2016 släppte han andra soloplattan For The Ages To Come tillsammans med bandet The Indigo Children.  
Hösten 2014 gjorde Lundberg berättarrösten till Sveriges Radios julkalender High Tower. Julen 2014 debuterade han som skådespelare i Peter Birros miniserie Viva Hate.
Under sommaren 2017 spelades TV-serien Ebbots Ark in för SVT1 (SVT Göteborg) som bland annat utspelas i Göteborgs skärgård på segelfartyget T/S Westkust, där han tog emot gästartister som tolkar sina favoritartisters låtar. Serien premiärvisades 17 september och sågs då av 1 121 000 tittare.
Sedan 2016 är han även medlem i bandet Five Billion In Diamonds, med bland andra Andy Space, Butch Vig och James Grillo. Deras självbetitlade debutalbum släpptes 2018. 
Han framförde Anita Lindbloms låt "Sånt är livet" som mellanakt i Melodifestivalen 2018.

### Samarbeten och produktionsarbete
Lundberg har arbetat som musikproducent åt artister såsom The Loons, Nymphet Noodlers, Nicolai Dunger, Onkel Kånkel, The Oholics, Cry, The Preacher & The Bear, Chreschendolls och Zoobox. Han har också samarbetat och sjungit i produktioner med Jane Birkin, Dj Fontana, The Cadillac band, Billy Burnette, Tommy Blom, Little Gerhard, Audio Laboratory, Turbonegro, Martin McFaul, Nina Persson & The Cardigans, Swingfly, Caesars, Meja, Bröderna Lindgren, Augustifamiljen, Teddybears Sthlm, Side Effects, Trummor & Orgel och Olle Ljungström.

## Privatliv
Ebbot Lundberg var gift med Sanna Thorén Lundberg 2002–2020. Paret levde länge som särbos. Lundberg är en uttalad supporter till Gais och släpptes 2008 ner på planen med helikopter inför ett derby mot IFK Göteborg för att sjunga nationalsången.

## Diskografi

### Album
- 2008 – Hurt - En Mässa Med Sånger Av Johnny Cash med Irma Schultz Keller, Sam Vesterberg
- 2012 – There's Only One Of Us Here
- 2014 – Be Careful What You Wish For (The Embyonic Outtakes Phase 1)
- 2015 – The Immaculate Concept Album
- 2016 – For the Ages to Come (Ebbot Lundberg & The Indigo Children)
- 2017 – Live från Ebbots ark

### EP
- 2013 – The Homo Erectus EP
- 2024 – When The Shape Of Things Turn Into Sound EP

## TV-medverkan
- 2013 – Så mycket bättre (TV-serie)
- 2013 – Sommarkrysset (TV-serie)
- 2014 – Viva Hate (TV-serie)
- 2017 – Ebbots Ark (TV-serie)
- 2018 – Melodifestivalen (TV-serie)
- 2018 – Sjölyckan (TV-serie)
- 2019 – Alla mot alla med Filip och Fredrik (TV-serie)
- 2019 – Så mycket bättre (TV-serie)